# نانسي باور
نانسي باور هي كاتِبة كندية، ولدت في 7 يوليو 1934.